# برج مولاي حسن
برج مولاي حسن (بالفرنسية: Fort de l'Empereur) و (بالتركية: سلطان قلعه‌سى) كان حصن عثماني يغطي جنوب الجزائر العاصمة ويقع على قمة كدية الصابون.
تم بناء هذه القلعة من قبل بكلربك الجزائر بعد الحصار الخاسر للمدينة من قبل جيوش شارلكان (الإمبراطور، ومن هنا اسم المكان) في عام 1541. سقوط القلعة في الأيام الأولى من يوليو 1830 ، تميزت بمرحلة حاسمة في الاستيلاء على الجزائر العاصمة من قبل الفرنسيين.
تم تفجير برج مولاي حسن، الذي يعد علامة بارزة للطيارين الألمان، في 3 فبراير 1943 من قبل قوات الحلفاء.

## التاريخ

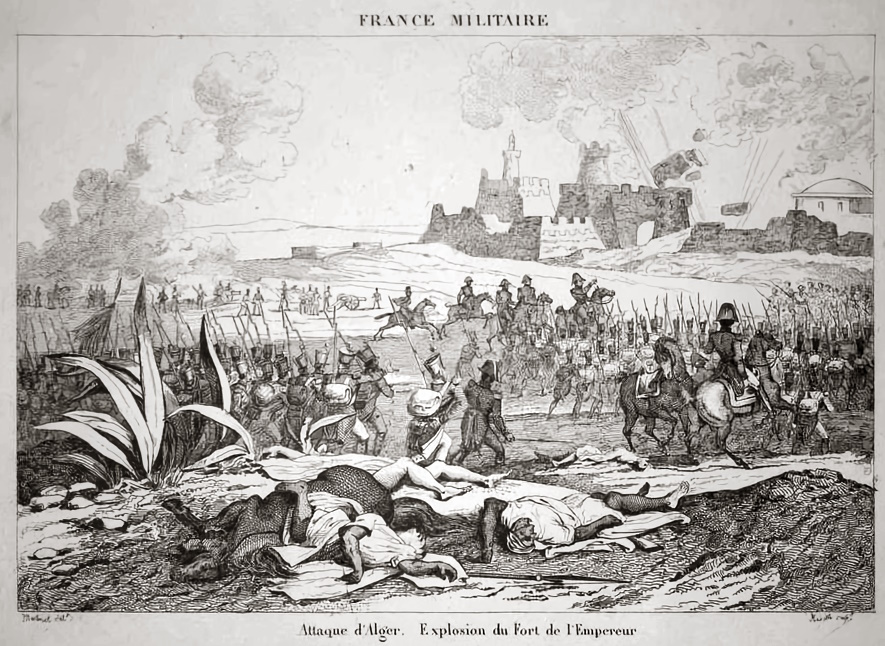
تفجير برج مولاي حسن في جويلية 1830.

بني برج مولاي حسن بأمر من حسن باشا حاكم الجزائر وابن خير الدين بربروس(مؤسس مدينة الجزائر)، بداية من سنة 1545. لتعزيز نظام الدفاع في الجزائر العاصمة بعد حملة الجزائر في عام 1541 بقيادة الإمبراطور شارل الخامس. كان به في ذلك الوقت 480 مدفع. هذا الحصن التاريخي يحمل عدة أسماء:
- برج مولاي حسن: الاسم المحلي، تكريما لمؤسسها حسن باشا.
- فور دو لومبرور(بالفرنسية: Fort de l'Empereur): تحت الاستعمار الفرنسي، تكريما لشارلكان.
- سلطان قلعسي(بالتركية: سلطان قلعه‌سى): ، في التركية العثمانية، يشير أيضا إلى شارلكان.

وقد دمر هذا الحصن خلال احتلال الجزائر عام 1830 ، حيث انفجرت الذخيرة خلال الهجوم.

## مواضيع ذات صلة
- حسن باشا بن خير الدين بربروس
- كارلوس الخامس
- معركة الجزائر (أكتوبر 1541)